# Tramwaje w Orle

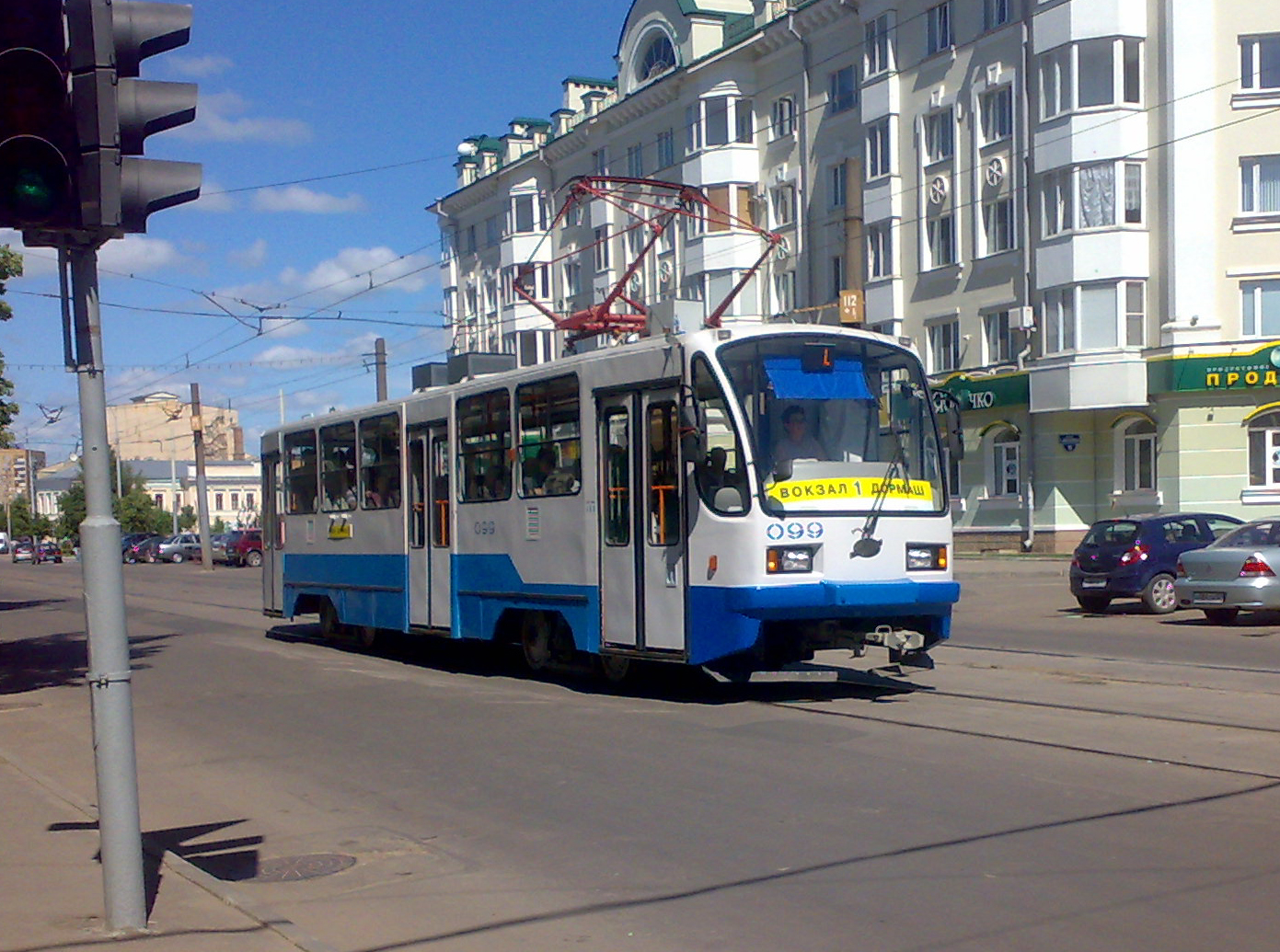
Tramwaj 71-403-099 w Orle

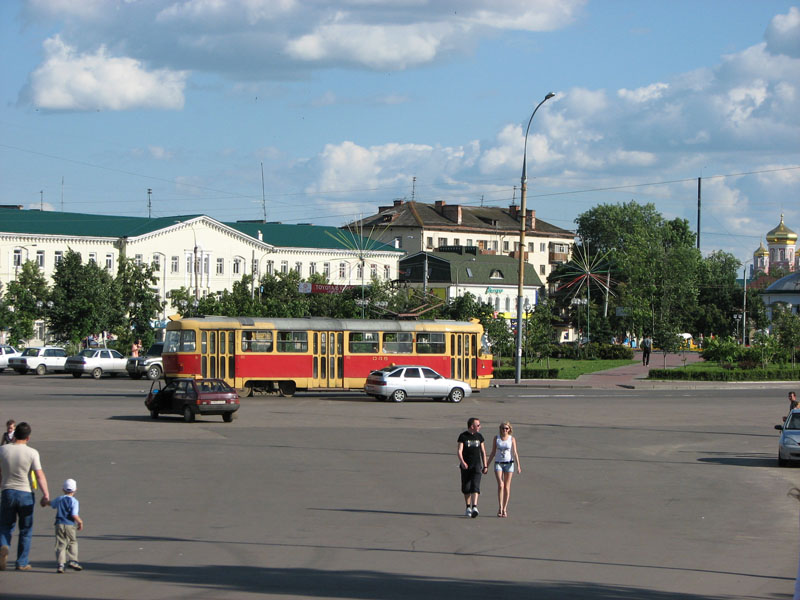
Tramwaj Tatra T3SU

Tramwaje w Orle − system komunikacji tramwajowej w rosyjskim mieście Orzeł.

## Historia
Linię tramwajową zaprojektowała firma Compagnie mutuelle de tramways. Tramwaje w Orle otwarto 3 listopada 1898 jako elektryczne i wąskotorowe (1000 mm). Uruchomiono dwie trasy, których długość wynosiła 10,8 km:
- Вокзал — Кадетский корпус (dworzec−korpus kadetów)
- Кромская площадь — улица Новосильская

11 grudnia 1907 linię przedłużono od zajezdni do женского. W czasie rewolucji październikowej w latach 1918−1921 wstrzymano ruch tramwajów. Do 1939 przekuto tory na szerokość 1524 mm. Ruch tramwajów ponownie zawieszono w czasie II wojny światowej. Odbudowę sieci tramwajowej rozpoczęto zaraz po wyzwoleniu miasta po 5 sierpnia 1943. W dniu 29 grudnia 1961 oddano od użytku pętlę przed dworcem kolejowym (Железнодорожный вокзал). Pętla ta jest wyposażona w kanał do drobnych napraw tramwajów. 15 listopada 1962 otwarto linię do zakładów Dormasz (Дормаш). 
Na początku lat 70. XX wieku uruchomiono trolejbusy, które na części głównych ulic zastąpiły tramwaje. Na początku 2000 МУП «Трамвайно-троллейбусное предприятие» był na skraju bankructwa między innymi przez duże zadłużenie. Od 2009 rozpoczęto remonty torowisk i towarzyszącej infrastruktury. Bilet na tramwaj, trolejbus i autobus kosztuje 9 rubli.

## Zajezdnia
Pierwsza zajezdnia tramwajowa znajdowała się przy obecnej ulicy Puszkina (Пушкина). Obecnie działającą zajezdnię tramwajową imienia Юозаса Витаса otwarto 11 lutego 1966 przy obecnej ulicy Карачевская. W 1982 zajezdnia została rozbudowana i może teraz pomieścić do 100 wagonów. Z pierwszej zajezdni tabor liniowy w 1966 został przeniesiony do nowej zajezdni. Ostatecznie pierwszą zajezdnię przy ulicy Puszkina 39 zamknięto w 1982. 

## Linie
Obecnie w Orle kursują trzy linie:
- 1: Железнодорожный вокзал - завод Дормаш
- 3: ул.Пушкина - завод Химмаш
- 4: Железнодорожный вокзал - ул.1-я Курская

Do 2008 kursowała także linia nr 2:
- 2: улица Пушкина — завод Химтекстильмаш

## Tabor
Pierwszymi eksploatowanymi tramwajami były wagony belgijskie w liczbie 17 wagonów silnikowych i 10 doczepnych. Koło 1939 dostarczono do miasta 11 wagonów silnikowych typu X i 10 doczepnych typu M. 25 lipca 1946 otrzymano 10 wagonów silnikowych typu F i 5 doczepnych KP z Moskwy. Do 1958 otrzymano 7 wagonów używanych typu F i kilka wagonów typów M i C. W latach 1952−1962 do miasta przybyło kilka składów KTM/KTP-1 z Kołomny oraz nowe składy KTM/KTP-2 z fabryki UKWZ. Począwszy od lutego 1971 rozpoczęto dostawy nowych tramwajów typu KTM-5. Łącznie w latach 1971–1979 dostarczono 92 wagony tego typu. Ostatni wagon KTM-5 dostarczono w 1979. Przyczyną zaniechania dostaw do miasta KTM-5 był tragiczny wypadek w 1974 w którym zginęło 18 osób. Tramwaje KTM-5 eksploatowano do 1983. 
Następnymi sprowadzanymi tramwajami były już wagony produkcji czeskiej Tatra T3, których dostawy rozpoczęto w 1979 dostarczając 15 wagonów. W 1980 dostarczono kolejnych 20 sztuk tramwajów T3. W latach 1982−1985 dostarczono jeszcze 15 wagonów tego typu. W 1989 zakupiono nowy typ tramwajów − Tatra T6B5. Pierwszą partię 4 tramwajów T6B5 Orzeł otrzymał w listopadzie 1989. W czerwcu 1991 zakupiono ostatnią partię wagonów T6B5 w liczbie 5 sztuk. Najnowszym tramwajem w Orle jest wagon typu 71-403. Pierwszy i jedyny egzemplarz trafił do miasta 29 marca 2009 otrzymał on numer 099. Od końca 2008 uszkodzone tramwaje są poddawane modernizacji w zajezdni tramwajowej.
| typ        | sztuk |
| ---------- | ----- |
| Tatra T3SU | 74    |
| Tatra T6B5 | 14    |
| 71-403     | 1     |